# Duca di Bedford
Il titolo di Conte o Duca di Bedford (da Bedford, Inghilterra) venne creato e ricreato diverse volte all'interno della Paria d'Inghilterra. La prima creazione risale all'epoca di Hugh il Povero de Beaumont, e la seconda all'epoca di Enguerrand VII de Coucy, genero di Edoardo III d'Inghilterra, nel XIV secolo.  Successivamente il ducato di Bedford venne creato per il terzo figlio di Enrico IV d'Inghilterra, Giovanni, che fu reggente in Francia. Venne creato nuovamente nel 1470 per George Neville, nipote di Richard Neville, conte di Warwick, e nuovamente nel 1485 per Gaspare Tudor, zio di Enrico VII d'Inghilterra.
La famiglia Russell attualmente detiene il titolo di conte e duca di Bedford. John Russell, consigliere strettamente legato a Enrico VIII d'Inghilterra, ottenne il titolo di Conte di Bedford nel 1551 ed un suo discendente, William, venne creato duca dopo la restaurazione della Gloriosa Rivoluzione.
Altri titoli sussidiari sono Marchese di Tavistock (creato nel 1694), Conte di Bedford (1550), Visconte Petersborough (1526), Barone Russell di Cheneys (1539), Barone Russell di Thornhaugh nel Northamptonshire (1603), e Barone Howland di Streatham nel Surrey (1695) (anche Barone di Bedford, nel 1138, e dal 1366 al 1414). 
Il titolo di cortesia per il figlio primogenito del duca reggente è Marchese di Tavistock.
La sede della famiglia è Woburn Abbey, nel Bedfordshire.

## Conti di Bedford

### Conti di Bedford, prima creazione (1138)
- Hugh de Beaumont, I conte di Bedford (n. 1106) ottenne la contea da Stefano d'Inghilterra, ma venne forfettata a qualcun altro nel 1142

### Conti di Bedford, seconda creazione (1366)
- Enguerrand VII, Signore di Coucy, I conte di Bedford (1340–1397) rinunciò ai propri titoli inglesi all'ascesa nel 1377 di Riccardo II d'Inghilterra

## Duchi di Bedford

### Duchi di Bedford, prima creazione (1414)
- Giovanni (1389–1435), terzo figlio di Enrico IV d'Inghilterra, morto senza eredi

### Duchi di Bedford, seconda creazione (1470)
- George Neville, I duca di Bedford (1457–1483), nipote di Richard Neville, conte di Warwick, estinzione del titolo nel 1478

### Duchi di Bedford, terza creazione (1485)
- Jasper Tudor, I duca di Bedford (1431–1495), zio di Enrico VIII d'Inghilterra, ottenne il ducato all'ascesa del nipote. Morì senza eredi legittimi.

## Conti di Bedford (II)

### Baroni Russell (1539)
- John Russell, I barone Russell (c. 1485–1554/5), consigliere legato a Enrico VIII d'Inghilterra, fu successivamente creato conte di Bedford

### Conte di Bedford, terza creazione (1551)
- John Russell, I conte di Bedford (c. 1485–1554/5), ricevette il titolo da Edoardo VI d'Inghilterra
- Francis Russell, II conte di Bedford (1527–1585), figlio del I conte
- Edward Russell, III conte di Bedford (1572–1627), figlio di Francis, Lord Russell
- Francis Russell, IV conte di Bedford (1593–1641), cugino del III conte e figlio di William Russell, I barone Russell di Thornhaugh (quarto figlio del II conte)
- William Russell, V conte di Bedford (1616–1700), figlio maggiore del IV conte, divenne duca

## Duchi di Bedford (II)

### Duchi di Bedford, quarta creazione (1694)
- William Russell, I duca di Bedford (1616–1700), venne creato duca di Bedford nel 1694, dopo la Gloriosa Rivoluzione
- Wriothesley Russell, II duca di Bedford (1680–1711), nipote del I duca attraverso il suo secondo figlio, William Russell, Lord Russell
  - William Russell, marchese di Tavistock (1703), figlio maggiore del II duca
  - William Russell, marchese di Tavistock (1704–c. 1707), figlio secondogenito del II duca
- Wriothesley Russell, III duca di Bedford (1708–1732), terzo figlio del II duca, morì senza eredi
- John Russell, IV duca di Bedford (1710–1771), quarto figlio del II duca
  - John Russell, marchese di Tavistock (nato e morto nel 1732), figlio maggiore del IV duca
  - Francis Russell, marchese di Tavistock (1739–1767), secondo figlio del IV duca e padre del V e del VI duca
- Francis Russell, V duca di Bedford (1765–1802), figlio del marchese di Tavistock, morì senza eredi
- John Russell, VI duca di Bedford (1766–1839), secondo figlio del marchese di Tavistock
- Francis Russell, VII duca di Bedford (1788–1861), figlio maggiore del VI duca
- William Russell, VIII duca di Bedford (1809–1872), unico figlio del VII duca
- Francis Russell, IX duca di Bedford (1819–1891), nipote del VI duca per via del suo secondo figli, Lord George Russell
- George Russell, X duca di Bedford (1852–1893), figlio maggiore del IX duca, morto senza eredi
- Herbrand Russell, XI duca di Bedford (1858–1940), secondo figlio del IX duca
- Hastings Russell, XII duca di Bedford (1888–1953), unico figlio dell'XI duca
- John Russell, XIII duca di Bedford (1917–2002), figlio maggiore del XII duca
- Robin Russell, XIV duca di Bedford (1940–2003), figlio maggiore del XIII duca
- Andrew Russell, XV duca di Bedford (n. 1962), figlio maggiore del XIV duca

Erede: Henry Russell, marchese di Tavistock (n. 2005)

## Albero genealogico della famiglia
|                                         |                                            |                                            |                                       |                                          |                                          |                                        |                                        |                                        |                                    |      |      |
|                                         |                                            |                                            |                                       | RUSSEL                                   |                                          |                                        |                                        |                                        |                                    |      |      |
|                                         |                                            |                                            |                                       |                                          |                                          |                                        |                                        |                                        |                                    |      |      |
|                                         |                                            |                                            |                                       |                                          |                                          |                                        |                                        |                                        |                                    |      |      |
|                                         |                                            |                                            |                                       | James                                    |                                          |                                        |                                        |                                        |                                    |      |      |
|                                         |                                            |                                            |                                       |                                          |                                          |                                        |                                        |                                        |                                    |      |      |
|                                         |                                            |                                            |                                       |                                          |                                          |                                        |                                        |                                        |                                    |      |      |
|                                         |                                            |                                            |                                       | John, I conte di Bedford 1485-1555       |                                          |                                        |                                        |                                        |                                    |      |      |
|                                         |                                            |                                            |                                       |                                          |                                          |                                        |                                        |                                        |                                    |      |      |
|                                         |                                            |                                            |                                       |                                          |                                          |                                        |                                        |                                        |                                    |      |      |
|                                         |                                            |                                            |                                       | Francis, II conte di Bedford 1527-1585   |                                          |                                        |                                        |                                        |                                    |      |      |
|                                         |                                            |                                            |                                       |                                          |                                          |                                        |                                        |                                        |                                    |      |      |
|                                         |                                            |                                            |                                       |                                          |                                          |                                        |                                        |                                        |                                    |      |      |
|                                         | Edward 1551-1572                           | Edward 1551-1572                           | John 1553-1584                        | John 1553-1584                           | Francis 1554-1585                        | Francis 1554-1585                      | William 1557-1613                      | William 1557-1613                      |                                    |      |      |
|                                         |                                            |                                            |                                       |                                          |                                          |                                        |                                        |                                        |                                    |      |      |
|                                         |                                            |                                            |                                       |                                          |                                          |                                        |                                        |                                        |                                    |      |      |
|                                         |                                            |                                            |                                       |                                          | Edward, III conte di Bedford 1572-1627   | Edward, III conte di Bedford 1572-1627 | Francis, IV conte di Bedford 1593-1641 | Francis, IV conte di Bedford 1593-1641 |                                    |      |      |
|                                         |                                            |                                            |                                       |                                          |                                          |                                        |                                        |                                        |                                    |      |      |
|                                         |                                            |                                            |                                       |                                          |                                          |                                        |                                        |                                        |                                    |      |      |
|                                         |                                            |                                            |                                       | William, I duca di Bedford 1616-1700     | William, I duca di Bedford 1616-1700     | Francis                                | Francis                                | Edward                                 | Edward                             | John | John |
|                                         |                                            |                                            |                                       |                                          |                                          |                                        |                                        |                                        |                                    |      |      |
|                                         |                                            |                                            |                                       |                                          |                                          |                                        |                                        |                                        |                                    |      |      |
| Francis 1638-1678                       | Francis 1638-1678                          | William 1639-1683                          | William 1639-1683                     | James 1640-1712                          | James 1640-1712                          | Edward 1642-1714                       | Edward 1642-1714                       | John                                   | John                               |      |      |
|                                         |                                            |                                            |                                       |                                          |                                          |                                        |                                        |                                        |                                    |      |      |
|                                         |                                            |                                            |                                       |                                          |                                          |                                        |                                        |                                        |                                    |      |      |
|                                         |                                            | Wriothesley, II duca di Bedford 1680-1711  |                                       |                                          |                                          |                                        |                                        |                                        |                                    |      |      |
|                                         |                                            |                                            |                                       |                                          |                                          |                                        |                                        |                                        |                                    |      |      |
|                                         |                                            |                                            |                                       |                                          |                                          |                                        |                                        |                                        |                                    |      |      |
|                                         | Wriothesley, III duca di Bedford 1708-1732 | Wriothesley, III duca di Bedford 1708-1732 | John, IV duca di Bedford 1710-1771    | John, IV duca di Bedford 1710-1771       |                                          |                                        |                                        |                                        |                                    |      |      |
|                                         |                                            |                                            |                                       |                                          |                                          |                                        |                                        |                                        |                                    |      |      |
|                                         |                                            |                                            |                                       |                                          |                                          |                                        |                                        |                                        |                                    |      |      |
|                                         |                                            | John 1732-1732                             | John 1732-1732                        | Francis, marchese di Tavistock 1739-1767 | Francis, marchese di Tavistock 1739-1767 |                                        |                                        |                                        |                                    |      |      |
|                                         |                                            |                                            |                                       |                                          |                                          |                                        |                                        |                                        |                                    |      |      |
|                                         |                                            |                                            |                                       |                                          |                                          |                                        |                                        |                                        |                                    |      |      |
|                                         |                                            | Francis, V duca di Bedford 1765-1802       | Francis, V duca di Bedford 1765-1802  | John, VI duca di Bedford 1766-1839       | John, VI duca di Bedford 1766-1839       | William 1767-1840                      | William 1767-1840                      |                                        |                                    |      |      |
|                                         |                                            |                                            |                                       |                                          |                                          |                                        |                                        |                                        |                                    |      |      |
|                                         |                                            |                                            |                                       |                                          |                                          |                                        |                                        |                                        |                                    |      |      |
| Francis, VII duca di Bedford 1788-1861  | Francis, VII duca di Bedford 1788-1861     |                                            |                                       | George 1790-1846                         | George 1790-1846                         |                                        |                                        | John, I conte di Russell 1792-1878     | John, I conte di Russell 1792-1878 |      |      |
|                                         |                                            |                                            |                                       |                                          |                                          |                                        |                                        |                                        |                                    |      |      |
|                                         |                                            |                                            |                                       |                                          |                                          |                                        |                                        |                                        |                                    |      |      |
| William, VIII duca di Bedford 1809-1872 | William, VIII duca di Bedford 1809-1872    | Francis, IX duca di Bedford 1819-1891      | Francis, IX duca di Bedford 1819-1891 | Arthur John Edward 1825-1892             | Arthur John Edward 1825-1892             | Odo, I Barone Ampthill 1829-1884       | Odo, I Barone Ampthill 1829-1884       | · Conti Russel                         | · Conti Russel                     |      |      |
|                                         |                                            |                                            |                                       |                                          |                                          |                                        |                                        |                                        |                                    |      |      |
|                                         |                                            |                                            |                                       |                                          |                                          |                                        |                                        |                                        |                                    |      |      |
|                                         | Herbrand, XI duca di Bedford 1858-1940     | Herbrand, XI duca di Bedford 1858-1940     | George, X duca di Bedford 1852-1893   | George, X duca di Bedford 1852-1893      |                                          |                                        |                                        |                                        |                                    |      |      |
|                                         |                                            |                                            |                                       |                                          |                                          |                                        |                                        |                                        |                                    |      |      |
|                                         |                                            |                                            |                                       |                                          |                                          |                                        |                                        |                                        |                                    |      |      |
|                                         | Hastings, XII duca di Bedford 1888-1953    |                                            |                                       |                                          |                                          |                                        |                                        |                                        |                                    |      |      |
|                                         |                                            |                                            |                                       |                                          |                                          |                                        |                                        |                                        |                                    |      |      |
|                                         |                                            |                                            |                                       |                                          |                                          |                                        |                                        |                                        |                                    |      |      |
|                                         | Ian, XIII duca di Bedford 1917-2002        |                                            |                                       |                                          |                                          |                                        |                                        |                                        |                                    |      |      |
|                                         |                                            |                                            |                                       |                                          |                                          |                                        |                                        |                                        |                                    |      |      |
|                                         |                                            |                                            |                                       |                                          |                                          |                                        |                                        |                                        |                                    |      |      |
|                                         | Robin, XIV duca di Bedford 1940-2003       |                                            |                                       |                                          |                                          |                                        |                                        |                                        |                                    |      |      |
|                                         |                                            |                                            |                                       |                                          |                                          |                                        |                                        |                                        |                                    |      |      |
|                                         |                                            |                                            |                                       |                                          |                                          |                                        |                                        |                                        |                                    |      |      |
|                                         | Andrew, XV duca di Bedford 1962            |                                            |                                       |                                          |                                          |                                        |                                        |                                        |                                    |      |      |
|                                         |                                            |                                            |                                       |                                          |                                          |                                        |                                        |                                        |                                    |      |      |
|                                         |                                            |                                            |                                       |                                          |                                          |                                        |                                        |                                        |                                    |      |      |
|                                         | Henry Robin Charles 2005                   |                                            |                                       |                                          |                                          |                                        |                                        |                                        |                                    |      |      |